# Touch Me (jogo de fliperama)
Touch Me é um jogo portátil lançado pela Atari Inc. em 1978 e, antes, como um jogo de arcade (1974). Pode ser descrito como um jogo do tipo Simon Says (Genius da Estrela) que envolve tocar em uma série de botões que acendem e produzem sons . O jogador deve observar uma sequência de luzes elétricas piscando e repetir a sequência na mesma ordem em que ocorreu. Cada vez que isso for concluído, o jogo produzirá outra sequência com um botão adicional adicionado. Este processo é repetido e uma janela de partitura digital exibe o número total de sequências sonoras que um jogador repete corretamente. O jogo continua até que a sequência máxima de botões seja atingida ou o usuário cometa um erro.

## História
Touch Me foi lançado como um jogo de arcade em 1974 pela Atari. A versão arcade estava alojada em um pequeno gabinete no estilo arcade e tinha quatro grandes botões circulares da mesma cor. O jogador poderia cometer até três erros antes do final do jogo. O jogo de arcade competia nos fliperamas com as mais recentes máquinas de pinball e videogames da época; e não teve muito sucesso.
Em 1977, Ralph Baer viu potencial no conceito " Simon Says " por trás do jogo Touch Me . Ele copiou o jogo do Atari, adicionando botões coloridos e efeitos sonoros musicais, e criou o jogo portátil Simon, que se tornou um sucesso gigantesco.
A Atari procurou aproveitar o sucesso de Simon lançando a sua própria versão portátil de Touch Me em 1978.
Uma versão portátil emulada de Touch Me estava na compilação Atari 50 de 2022.